# Чанаджия, Дарио
Дарио Чанаджия (хорв. Dario Čanađija; род. 17 апреля 1994, Бьеловар) — хорватский футболист, полузащитник казахстанского клуба «Ордабасы».

## Карьера
Дарио Чанаджия начинал свою карьеру футболиста в клубе «Славен Белупо». 31 июля 2011 года он дебютировал в Первой хорватской лиге, выйдя в основном составе в гостевом поединке против «Сплита». 3 ноября 2012 года Чанаджия забил свой первый гол на высшем уровне, выведя свою команду вперёд в счёте в домашней игре со «Сплитом».
В середине июля 2014 года Чанаджия перешёл в «Риеку», а с сентября того же года на правах аренды выступал за команду итальянской Серии B «Специя», за которую отыграл следующие два сезона. Сезон 2016/17 Чанаджия провёл за «Риеку», а в середине июля 2017 года был отдан в аренду словенской «Олимпии».

## Достижения
«Риека»
- Чемпион Хорватии (1): 2016/17